# Melaleuca calycina
Melaleuca calycina är en myrtenväxtart som beskrevs av Robert Brown. Melaleuca calycina ingår i släktet Melaleuca och familjen myrtenväxter. Inga underarter finns listade i Catalogue of Life.